# ماسون إس. بيترز
ماسون إس. بيترز (بالإنجليزية: Mason S. Peters)‏ هو سياسي أمريكي، ولد في 3 سبتمبر 1844، وتوفي في 14 فبراير 1914 في الولايات المتحدة. حزبياً، نشط في حزب الشعب. وقد انتخب عضو مجلس النواب الأمريكي.